# Григоровичев паримейник
Григоровичевият паримейник e среднобългарски пергаментен ръкопис от края на XII или началото на XIII век.
През 1844 г. Виктор Григорович го намира в Хилендарския манастир и го отнася в Русия. През 1876 г. става притежание на Румянцевския музей в Москва, а днес се пази в Руската държавна библиотека под сигнатура Григ. № 2 / М.1685.
Ръкописът е палимпсест: под кирилския му текст личат следи от изличено гръцко изборно евангелие, писано през IX в. В сегашния си вид той съдържа откъси от Стария Завет (паримеи), предназначени за богослужебно четене по време на църковните празници. Това е най-старият запазен славянски паримейник (профитологий), преписан може би от глаголически първообраз. Известен брой листове в средата и края му са изгубени.

## Издание
- Рибарова, З., Хауптова, З. Григоровичев паримејник. Текст со критички апарат. Скопје, 1998